# King of my Castle (François Le Roi)
King of my Castle  è un mixtape di François Le Roi pubblicato il 1º settembre 2014, e contiene i brani più rappresentativi della French House di fine millennio. La selezione è stata effettuata in base al gusto e all'impatto che hanno avuto sulla sua tecnica di produzione. All'interno si possono trovare artisti come Daft Punk, Basement Jaxx, Bob Sinclar, Modjo e Cassius.

## Tracce
1. Wamdue Project - King of my Castle (Intro)
2. Basement Jaxx - Red alert
3. Étienne de Crécy - Am I wrong
4. Daft Punk - Around the World
5. Mousse T vs. Hot'N'Juicy feat. Inaya Day - Horny
6. Armand Van Helden feat. Duane Harden - U don't know me
7. Stardust - Music sounds better with you
8. Spiller feat. Sophie Ellis-Bextor - Groovejet (If this ain't love)
9. Shapeshifters - Lola's theme
10. Modjo - Lady (Hear me tonight)
11. The Supermen Lovers feat. Mani Hoffman - Starlight
12. Cassius - Cassius 1999
13. Phats & Small - Turn around
14. Junior Jack - My feeling
15. Bob Sinclar - Feel for you
16. Justice - D.A.N.C.E.
17. Solitaire - You got the love
18. Soulsearcher - Can´t get enough
19. Funkstar De Luxe feat. Barry White – Let the music play
20. Dax Riders – People

## Curiosità
- Il mixtape è stato realizzato utilizzando in parte vinili appartenenti alla sua collezione.